# 大赫爾科格爾山

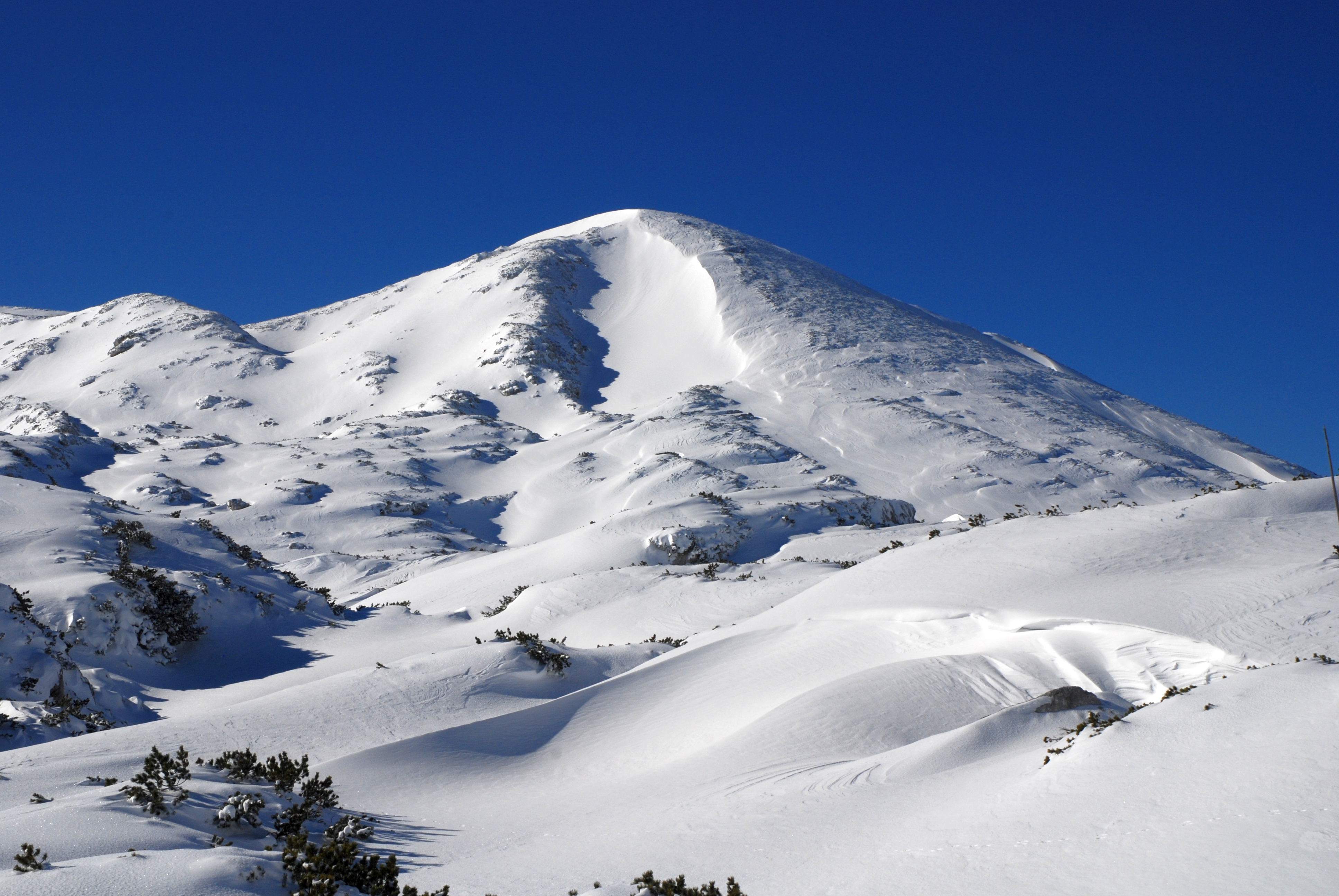

47°47′51″N 13°40′41″E / 47.79750°N 13.67806°E
大赫爾科格爾山（德語：Großer Höllkogel），是奧地利的山峰，位於該國北部，由上奧地利州負責管轄，屬於赫倫格山的一部分，海拔高度1,862米，每年平均降雨量1,801毫米。